# Thord Carlsson
Ernst Thord Emanuel Carlsson, född 10 juli 1931 i Piteå, Norrbottens län, död 7 november 2005 i Piteå, var en svensk radioman och skådespelare. 
Thord Carlsson tog studentexamen vid Luleå högre allmänna läroverk och flyttade sedan till Uppsala för att studera humaniora vid Uppsala universitet. Carlsson avlade filosofisk ämbetsexamen i litteraturhistoria och historia och blev sedan läroverkslärare vid Fagersta högre allmänna läroverk. Under studietiden blev Carlsson medlem i Juvenalorden, där han bland annat medverkade i spexet Gustav III. År 1962 fick han ett sommarvikariat vid Sveriges Radio. Han blev producent för Sveriges bilradio, och fick även i uppdrag att göra programmet Sommar, samt fick 1964 fast anställning på Sveriges Radio.
Carlssons första program var Vad betyder våra ortnamn? Han var även med i Mosebacke Monarki, där han bland andra roller spelade riksdagsmannen Usedom Wollin ute på valkampanj, vars slogan var: man kan inte flyta till framtidens land på gummimadrass. År 1989 efterträdde han Hasse Tellemar i programmet Ring så spelar vi, ett program som han tidigare vikarierat i några gånger. Han ledde även programmen Svar idag och Musik för fullvuxna.
Thord Carlsson medverkade i AB Svenska Ords Äppelkriget 1971, Picassos äventyr 1978 och Sopor 1981.